# University of Kerala

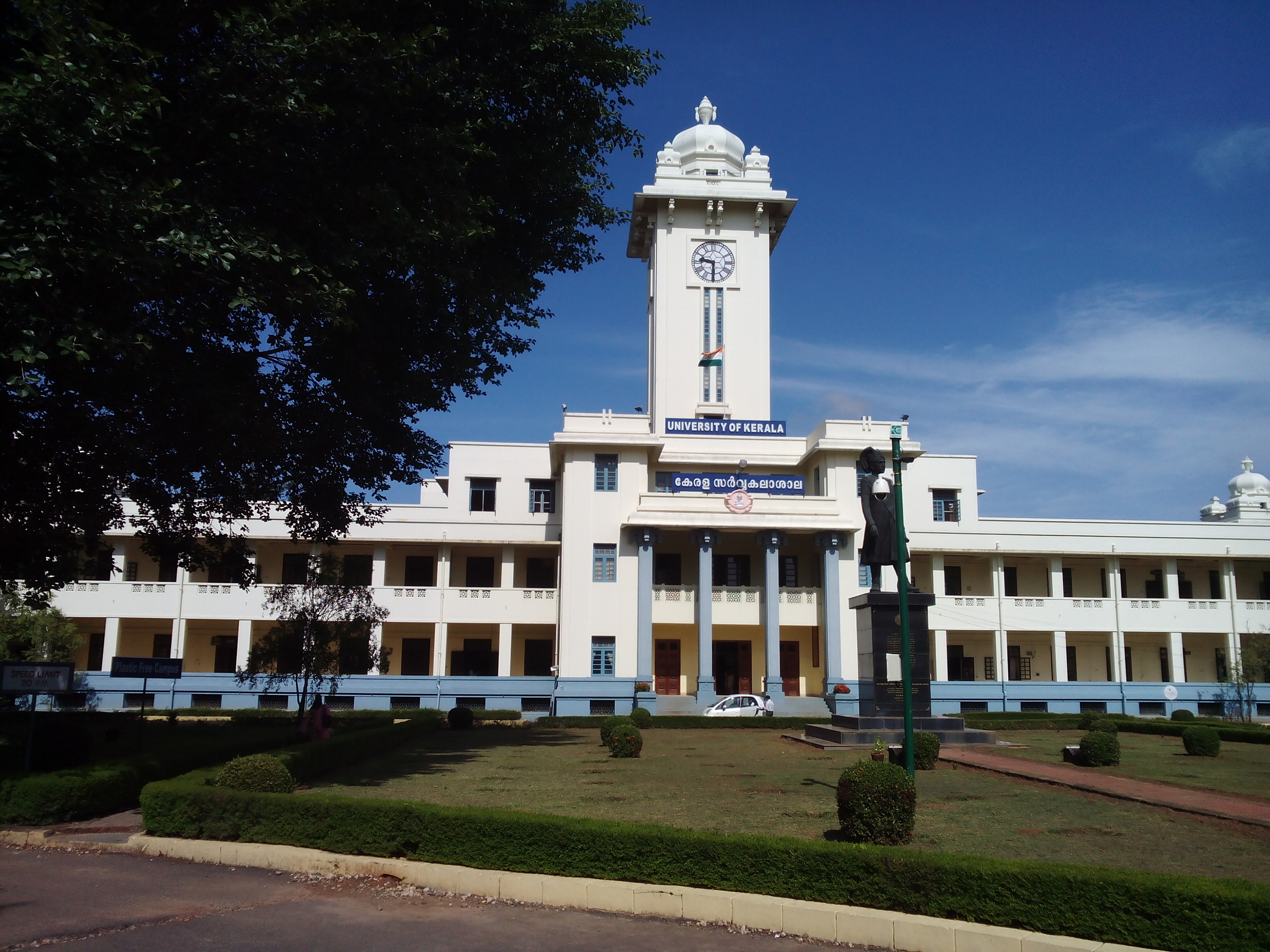

Die University of Kerala ist eine Universität mit Hauptsitz in Thiruvananthapuram, der Hauptstadt des südindischen Bundesstaats Kerala.

## Geschichte
1937 wurde die University of Travancore durch den Maharaja von Travancore, Chithira Thirunal Balarama Varma gegründet. Die Hochschule war die 16. Universität in Indien. 1957 erfolgte die staatliche Anerkennung und die Umbenennung zur University of Kerala.
Die Universität hat Campus in Thiruvananthapuram, Ernakulam und Kozhikode.

## Departments
- Department of Aquatic Biology & Fisheries
- Department of Arabic
- Department of Archaeology
- Department of Biotechnology
- Department of Biochemistry
- Department of Botany
- Department of Chemistry
- Department of Commerce
- Department of Communication & Journalism
- Department of Computer Science
- Department of Demography
- Department of Economics
- Department of Education
- Institute of English
- Department of Environmental Sciences
- Department of Futures Studies
- Department of Geology
- Department of German
- Department of Hindi
- Department of History
- Institute of Distance Education
- Institute of Management in Kerala (IMK)
- Department of Islamic Studies
- Department of Law
- Department of Library & Information Science
- Department of Linguistics
- Department of Malayalam
- Department of Mathematics
- Department of Music
- Department of Optoelectronics
- Oriental Research Institute & Manuscripts Library
- Department of Philosophy
- Department of Physics
- Department of Political Science
- Department of Psychology
- Department of Russian
- Department of Sanskrit
- Department of Sociology
- Department of Statistics
- Department of Tamil
- Department of Zoology